# Ушенин, Вячеслав Сергеевич
Вячеслав Сергеевич Ушенин (род. 12 мая 1992, Пермь, Россия) — российский хоккеист, нападающий. Брат-близнец Владислав также хоккеист.
Бронзовый призёр чемпионата высшей хоккейной лиги.

## Карьера
Семья Ушениных проживала в Перми. В 1997 году отца братьев, хоккейного тренера, пригласили работать в детскую команду «Металлурга» из Магнитогорска. Через некоторое время братья начали выступать за команду 1991-92 годов рождения магнитогорского «Металлурга». В 2009-м году перебрались в фарм-клуб пермского «Молота». С сезона 2011 года начали выступать за основную команду. В 2011 году Вячеслав дважды становился лауреатом еженедельной премии «Надежда Лиги». Также становился лучшим нападающим 1/4 плей-офф чемпионата высшей хоккейной лиги сезона 2013—2014. В том же году в составе «Молота-Прикамье» завоевал бронзовые награды чемпионата высшей хоккейной лиги. Обладатель приза «Лучший нападающий» сезона 2013—2014 ВХЛ. Разделил его с братом Владиславом. В межсезонье 2014 года вместе с братом перешёл в «Адмирал» взяв себе привычный 79 номер. В результате одного из самых крупных обменов в истории российского хоккея вместе с братом перешёл в «Амур».
26 февраля 2020 года сделал хет-трик в ворота «Барыса» (5:0), забросив все три шайбы в равных составах.

## Достижения
- Лучший нападающий ВХЛ (2014)

## Статистика

### Клубная карьера
И = Игры; Г = Голы; П = Передачи; О = Очки; Ш = Штрафные минуты; +/- = Плюс/минус; ГБ = Голы в большинстве; ГМ = Голы в меньшинстве ; ГП = Победные голы
|                          |                          |       | Регулярный сезон | Регулярный сезон | Регулярный сезон | Регулярный сезон | Регулярный сезон | Регулярный сезон | Регулярный сезон | Регулярный сезон | Регулярный сезон | Регулярный сезон | Плей-офф | Плей-офф | Плей-офф | Плей-офф | Плей-офф | Плей-офф | Плей-офф | Плей-офф | Плей-офф | Плей-офф |
| Сезон                    | Команда                  | Лига  | Игр              | Г                | П                | Очк              | +/-              | Штр              | ГБ               | ГМ               | ГП               | М                | Игр      | Г        | П        | Очк      | +/-      | Штр      | ГБ       | ГМ       | ГП       | М        |
| ------------------------ | ------------------------ | ----- | ---------------- | ---------------- | ---------------- | ---------------- | ---------------- | ---------------- | ---------------- | ---------------- | ---------------- | ---------------- | -------- | -------- | -------- | -------- | -------- | -------- | -------- | -------- | -------- | -------- |
| 2009-10                  | Октан                    | РХЛ   | 47               | 8                | 14               | 22               | --               | 121              | -                | -                | -                | 3/7 (Урал)       | 0        | --       | --       | --       | --       | --       | --       | --       | --       | --       |
| 2010-11                  | Октан                    | РХЛ   | 39               | 15               | 26               | 41               | --               | 64               | --               | --               | --               | 2/6 (Урал)       | 0        | --       | --       | --       | --       | --       | --       | --       | --       | --       |
| 2011-12                  | Октан                    | МХЛ-Б | 9                | 6                | 9                | 15               | +8               | 0                | 3                | 0                | 2                | 1/7 (Центр)      | 0        | --       | --       | --       | --       | --       | --       | --       | --       | Чемпион  |
| 2011-12                  | Молот-Прикамье           | ВХЛ   | 33               | 10               | 9                | 19               | +3               | 48               | 1                | 0                | 2                | 12/23            | 0        | --       | --       | --       | --       | --       | --       | --       | --       | 1/8      |
| 2012-13                  | Октан                    | МХЛ   | 4                | 0                | 3                | 3                | 0                | 4                | 0                | 0                | 0                | 16/16 (Восток)   | 0        | --       | --       | --       | --       | --       | --       | --       | --       | --       |
| 2012-13                  | Молот-Прикамье           | ВХЛ   | 46               | 14               | 24               | 38               | +11              | 36               | 7                | 0                | 1                | 13/27            | 10       | 4        | 3        | 7        | +3       | 0        | 2        | 0        | 0        | 1/4      |
| 2013-14                  | Молот-Прикамье           | ВХЛ   | 50               | 11               | 16               | 27               | +10              | 73               | 4                | 0                | 3                | 2/26             | 15       | 8        | 7        | 15       | +7       | 14       | 4        | 1        | 1        | Бронза   |
| 2014-15                  | Адмирал (Владивосток)    | КХЛ   | 59               | 6                | 10               | 16               | -2               | 20               | 3                | 0                | 2                | 19/28            | 0        | --       | --       | --       | --       | --       | --       | --       | --       | --       |
| 2015-16                  | Амур (Хабаровск)         | КХЛ   | 33               | 4                | 10               | 14               | 0                | 18               | 1                | 0                | 0                |                  |          |          |          |          |          |          |          |          |          |          |
| Всего в КХЛ, Суперлиге   | Всего в КХЛ, Суперлиге   |       | 92               | 10               | 20               | 30               | -2               | 38               | 4                | 0                | 2                | 19/28            | 0        | --       | --       | --       | --       | --       | --       | --       | --       | --       |
| Всего в ВХЛ, Высшая лига | Всего в ВХЛ, Высшая лига |       | 129              | 35               | 49               | 84               | +24              | 147              | 12               | 0                | 6                | 2/27             | 15       | 10       | 7        | 17       | +9       | 39       | 3        | 0        | 2        | Бронза   |
| Всего в Первой лиге, МХЛ | Всего в Первой лиге, МХЛ |       | 99               | 29               | 52               | 81               | --               | 189              | -                | -                | -                | 1/7              | -        | -        | -        | -        | -        | -        | -        | -        | -        | Чемпион  |
| Всего в Карьере          | Всего в Карьере          |       | 320              | 74               | 121              | 195              | --               | 374              | >16              | 0                | >8               | --               | 15       | 10       | 7        | 17       | +9       | 39       | >3       | 0        | >2       | --       |